# أندرو هال (لاعب كريكت)
أندرو هال (12 مارس 1973 في المملكة المتحدة - ) (بالإنجليزية: Andrew Hall)‏ هو لاعب كريكت بريطاني. لعب مع Cheshire County Cricket Club ‏.

## وصلات خارجية
- أندرو هال على موقع إي آس بي آن كريك إنفو (الإنجليزية)